# Dietmar Rost
Dietmar Rost (* 18. März 1939 in Arnsberg; † 13. Januar 1996 in Bad Rothenfelde) war ein deutscher Lehrer, Buchautor und Herausgeber.

## Leben
Rost besuchte das Gymnasium Laurentianum in Arnsberg. Nach dem Abitur studierte er in Münster Pädagogik. Von 1961 bis 1967 war er zunächst Lehrer an der Volksschule Freienohl und anschließend Schulleiter an der Sunderaner Grundschule Westenfeld und der Grundschule Langscheid. In der Zeit von 1968 bis 1972 war er Fachleiter am Bezirksseminar. Rost lebte in Sundern-Westenfeld und starb im Alter von 56 Jahren.
Er war Gründungsvorsitzender der Christine-Koch-Gesellschaft und Mitbegründer des Sunderaner Kulturrings sowie Mitglied der Kommission für Liturgie in Paderborn und Redaktionsmitglied der Zeitschrift Sauerland. Seine umfangreiche Bibliothek hinterließ er der Christine-Koch-Gesellschaft.

## Werke (Auswahl)
Rost verfasste eigene Dichtungen und war Herausgeber von Anthologien. Es gab wiederholt eine literarische Zusammenarbeit mit Joseph Machalke. Seine über 50 Sach- und Sammelbände hatten eine Gesamtauflage von anderthalb Millionen Exemplaren.
- Aktuelle Erziehungstips, Pfeiffer, München, 1973, ISBN  3-7904-0091-2
- Vom ersten Tag an – Geschlechtserziehung im Vorschulalter, Lahn-Verlag, Limburg, 1973, ISBN 3-7840-6002-1
- Ich gehe zur Schule – Ein guter Start entscheidet, Lahn-Verlag, Limburg, 1975, ISBN 3-7840-6013-7
- Freizeit – 224 Einfälle und Anregungen zur Freizeitgestaltung, Verlagshaus Mohn, Gütersloh, 1976, ISBN 3-579-03589-4
- Singspiele für das Kindergarten- und Grundschulalter, Verlag Gruppenpädagogische Literatur, Wehrheim, 1981, ISBN 3-921496-25-X
- Sauerländer Schriftsteller des kurkölnischen Sauerlandes im 19. und 20. Jahrhundert, Grobbel, Fredeburg, 1990, ISBN 3-922659-93-4